# Cuero caliente
Cuero caliente es el cuarto álbum de estudio del grupo de rock argentino Vox Dei, editado en 1972 por el sello Disc Jockey.
Este es el segundo álbum del grupo editado ese mismo año, y también es uno de los más exitosos de la banda.

## Grabación y contenido
Este el tercer disco de la banda grabado para la discográfica Disc Jockey, y está compuesto por canciones de su primer LP, el cual fue grabado originalmente para el sello Mandioca cuando eran un cuarteto.
Para esta ocasión las canciones fueron reescritas y regrabadas por los integrantes de la banda, dado que no habían quedado conformes con el sonido de Caliente. 
Es así, que Vox Dei regraba todo su primer material, a excepción de "No es por falta de suerte" y "Quiero ser", incluyendo en su lugar versiones aggiornadas de "Azúcar amarga" y "Dr. Jekill", dos temas solo incluidos en sus primeros simples.
Además, el baterista Rubén Basoalto canta por primera vez una canción, "Reflejos tuyos y mios", la cual también fue reescrita por él.
Las ediciones de vinilo de este disco fueron hechas con dos portadas distintas, una con una bandera negra con una calavera pirata y otra con un grabado de tres bucaneros en una habitación. 
En 1992, la discográfica Diapasón reedita Cuero caliente en CD con una portada diferente a la de los vinilos.
En 2006, D&D remasteriza este álbum y agrega el primer simple de Vox Dei para Disc Jockey: "Dónde has estado todo este tiempo / Tan solo un hombre", las cuales incluyen a "Nacho" Smilari, exguitarrista de la banda.

## Lista de canciones
Lado A
1. "El regreso del Dr. Jekill" (Soulé-Quiroga) - 5:21
2. "Reflejos tuyos y míos" (Quiroga-Soulé-Basoalto) - 4:49
3. "Azúcar amarga" (Willy Quiroga) - 3:36
4. "El momento en que estás (Presente)" (Ricardo Soulé) - 3:42

Lado B
1. "A nadie le interesa si quedás atrás (Total qué…)" (Willy Quiroga) - 3:16
2. "Canción para una mujer que no está" (Ricardo Soulé) - 4:12
3. "Compulsión" (Willy Quiroga) - 4:53
4. "Tan solo estás recordándome (Cuero)" (Ricardo Soulé)- 5:12

### Bonus tracks 2006
1. "Dónde has estado todo este tiempo" (Ricardo Soulé) - 4:46
2. "Tan solo un hombre" (Willy Quiroga) - 4:30

## Personal
Vox Dei
- Willy Quiroga – bajo, voz
- Ricardo Soulé – voz, guitarra
- Rubén Basoalto – batería, voz en A2
- Nacho Smilari - guitarra líder en "Dónde has estado todo este tiempo" y guitarra acústica en "Tan solo un hombre".